# Oito Cantos do Natal
Oito Cantos do Natal  é uma peça para coro de vozes iguais, do compositor português Jorge Croner de Vasconcelos que foi composta em 1974. É constituída por oito andamentos, harmonizações de cantos tradicionais portugueses de Natal.
Teve a sua estreia em 1 de janeiro de 1975 no Conservatório Nacional de Lisboa, interpretada pelo Coro Infantil Gulbenkian, dirigido por Leonor Moura Esteves.

## Andamentos
- 01  - Conto do Natal (Jesus, Maria, José) (Cardigos)
- 02  - Janeiras (Alvoco da Serra)
- 03  - Sou cigana (Elvas)
- 04  - O Menino está deitado (Elvas)
- 05  - Loa alentejana (Évora)
- 06  - Ah, meu Menino Jesus (Madeira)
- 07  - Eu hei de dar ao Menino (Évora)
- 08  - Natal (Elvas)[1][2]

## Discografia
- 1995 — Natal Português. Coral T.A.B. Ovação Records. Faixa 8: "Conto de Natal".
- 2011 — Canções de Natal Portuguesas. Coro Gulbenkian. Trem Azul. Faixa 9: "Sou cigana" e Faixa 10: "Eu hei-de dar ao Menino".[3]